# Абърдийн (Айдахо)
Вижте пояснителната страница за други значения на Абърдийн.
Абърдийн (на английски: Aberdeen) е град в окръг Бингам, щата Айдахо, САЩ. Абърдийн е с население от 1840 жители (2000) и обща площ от 2,6 km². Намира се на 1342 m надморска височина. ЗИП кодът му е 83210, а телефонният му код е 208.